# Rafael Pujals Cárdenas
Rafael Pujals Cárdenas (Humacao, c. 1830 - Ponce, 23 d'abril de 1889) fou un metge i activista porto-riqueny.
Va néixer al municipi d'Humacao a l'estat de Puerto Rico. Es va graduar a la Universitat de Barcelona. Fou el primer metge amb títol de grau mèdic a Ponce i va esdevenir el primer doctor mèdic en l'equip de l'Hospital de Damas. Després va ser el primer director mèdic de l'Hospital Tricoche.
A més de la seva pràctica mèdica privada, Pujals era també el metge del cos de Bombers Municipal en l'últim quart del segle xix.
Com a activista social, el 30 de juny de 1877, fou el primer director del reorganitzat Gabinete Ponceño de Lectura, una versió primerenca de l'actual biblioteca publica de Ponce. El 1886, fou un dels nou signants del Plan de Ponce que Román Baldorioty de Castro va liderar buscant major autonomia política per Puerto Rico. Fou també un participant actiu del Grito de Lares. Va morir a Ponce el 23 d'abril de 1889.
El govern de Puerto Rico va honorar Pujals en anomenar una escola a Ponce amb el seu nom. És també reconegut per les seves contribucions a la ciutadania al Parque del Tricentenario de Ponce.